# Хронология суверенитета и территориальной целостности Азербайджана
Хронология суверенитета и территориальной целостности Азербайджана — хронология событий, связанных военными и дипломатическими усилиями Азербайджана по восстановлению контроля над своими территориями, а также восстановлением его суверенитета над этими территориями, начиная с 1918 года.

## Национальный Совет Азербайджана
| Азербайджанская сторона         | Другая сторона                                       | Фото | Событие                               | Месяц/день/год | Современный регион | Территориальная зона (km2) |
| ------------------------------- | ---------------------------------------------------- | ---- | ------------------------------------- | -------------- | ------------------ | -------------------------- |
| Национальный совет Азербайджана | Государства со спорными территориями: Грузия Армения |      | Декларация независимости Азербайджана | 05/28/1918     | —                  | 113900                     |

## Азербайджанская Демократическая Республика
| Азербайджанская сторона                                                                                     | Другая сторона                                                                                                   | Фото | Событие | Месяц/день/год | Современный регион                                                            | Территориальная зона (km2) |
| --- | --- | ---- | --- | -------------- | ----------------------------------------------------------------------------- | -------------------------- |
| Османская империя Азербайджанская Демократическая Республика                                                | Бакинский Совет Народных Комиссаров                                                                              |      | Битвы при Карамарьям | 06/29/1918     | Центрально-Аранский экономический район                                       | —                          |
| Османская империя Азербайджанская Демократическая Республика                                                | Бакинский Совет Народных Комиссаров                                                                              |      | Сражение под Геокчаем - Захват территории от Гёйчая до Шемахи | 07/01/1918     | Центрально-Аранский экономический район, Горно-Ширванский экономический район | —                          |
| Османская империя Азербайджанская Демократическая Республика                                                | Бакинский Совет Народных Комиссаров                                                                              |      | Битва за Ахсу | 07/06/1918     | Горно-Ширванский экономический район                                          | —                          |
| Османская империя Азербайджанская Демократическая Республика                                                | Бакинский Совет Народных Комиссаров                                                                              |      | Взятие Сальянского района | 07/15/1918     | Ширван-Сальянский экономический район                                         | 1600                       |
| Османская империя Азербайджанская Демократическая Республика                                                | Бакинский Совет Народных Комиссаров                                                                              |      | Взятие Шемахи | 07/22/1918     | Горно-Ширванский экономический район                                          | —                          |
| Османская империя Азербайджанская Демократическая Республика                                                | Бакинский Совет Народных Комиссаров                                                                              |      | Взятие Аджикабула | 07/27/1918     | Горно-Ширванский экономический район                                          | —                          |
| Османская империя Азербайджанская Демократическая Республика                                                | До 26 июля: Бакинский Совет Народных Комиссаров После 26 июля: Диктатура Центрокаспия Дашнакцутюн Великобритания |      | Битва за Баку - Свержение Бакинского Совета Народных Комиссаров (26 июля) - Падение центрокаспийской диктатуры (15 сентября) - 17 сентября 1918 года Баку перешёл под контроль Азербайджана и стал столицей. | 09/14/1918     | Бакинский экономический район                                                 | 2140                       |
| Азербайджанская Демократическая Республика Губинский Мусульманский Совет                                    | Горская республика                                                                                               |      | Вопрос Губы - Восстановление северной границы бывшей Бакинской губернии Азербайджанскими пограничники - Твердое заявление населения Губинского района и Совета мусульман Губы о том, что эта территория является неотъемлемой частью Азербайджана. - Разрешение вопроса дипломатическим путем в пользу Азербайджана | 12/24/1918     | Губа-Хачмазский экономический район                                           | 6284,4                     |
| Азербайджанская Демократическая Республика                                                                  | Армения |      | Казахский уезд - Во время азербайджано-армянской войны равнинная часть региона и центральный город Газах контролировались Азербайджаном, а горные части — Арменией. |                | Газах-Товузский экономический район                                           |                            |
| Азербайджанская Демократическая Республика Временная военная диктатура Мугани                               | Муганская советская республика                                                                                   |      | Освобождение Мугани - Распад Муганской Советской Республики | 07/23/1919     | Ленкорань-Астаринский экономический район                                     |                            |
| Азербайджанская Демократическая Республика                                                                  | Южные воинские части                                                                                             |      | Ленкоранская операция АДР - Нейтрализация и разоружение воинских частей - Обеспечение господства АДР в южном регионе | 08/23/1919     | Ленкорань-Астаринский экономический район                                     |                            |
| Бакинская операция или Апрельский переворот, создание Азербайджанской Советской Социалистической Республики | |      | |                |                                                                               |                            |

## Советский Азербайджан
| Азербайджанская сторона                                                                                | Другая сторона                                     | Фото | Событие | Месяц/день/год | Современный регион                        | Территориальная зона (km2) |
| --- | -------------------------------------------------- | ---- | --- | -------------- | ----------------------------------------- | -------------------------- |
| Азербайджанская Советская Социалистическая Республика                                                  | Армения - не признанное государство Горная Армения |      | Вопрос о Зангезура - Раздел Зангезура между Азербайджаном и Арменией - Соглашение Азербайджанского Временного Революционного Комитета о присоединении части Зангезура (без Курдистанской области) к Армении (30 ноября 1920 г.) | 11/30/1920     | Восточно-Зангезурский экономический район |                            |
| Азербайджанская Советская Социалистическая Республика                                                  | Курдистанский уезд                                 |      | - Упразднение Курдистанского уезда в составе Азербайджана и создание Курдистанского региона (1929 г.) - Упразднение Курдистанского региона в составе Азербайджана (23 июля 1930 года) - Депортация части курдов в Среднюю Азию | 07/23/1930     | Восточно-Зангезурский экономический район |                            |
| Азербайджанская Советская Социалистическая Республика                                                  | Армения                                            |      | Разрешение территориального конфликта вокруг Нагорного Карабаха - Политбюро и Оргбюро ЦК КП Азербайджана собрались и проголосовали против присоединения Нагорного Карабаха к Армении (26 июня 1921 г.) - Решение Кавказского бюро оставить Нагорный Карабах в составе Азербайджана - Образование Нагорно-Карабахской автономной области (7 июля 1923 г.) | 07/05/1921     | Карабахский экономический район           | 4160,5                     |
| Азербайджанская Советская Социалистическая Республика Türkiyə                                          | Армения - Республика Горная Армения                |      | Разрешение территориального конфликта Нахичеванской Автономной Республики - 90% населения Нахичевани заявило на референдуме, что они хотят стать автономной республикой в составе Азербайджана (начало 1921 года) - По Карсскому договору территория Нахичевани осталась частью Азербайджана. - Образование Нахичеванской Автономной Республики (9 февраля 1924 года)                                                                                         | 10/13/1921     | Нахичеванский экономический район         | 5502                       |
| Азербайджанская Советская Социалистическая Республика                                                  | Грузия                                             |      | Разрешение территориального конфликта вокруг Загатальского округа - Агстафинское соглашение предусматривало, что ни одна из сторон не будет вводить в регион воинские подразделения. - Расследование вопроса совместной азербайджано-грузинской комиссией под председательством России - Признание Закатальского уезда территорией Азербайджана Закавказским бюро ЦК КПСС - Образование Загатальского, Гахского и Балакенского районов в составе Азербайджана | 03/X/1922      | Шеки-Загатальский экономический район     | 3544,3                     |
| Азербайджанская ССР вошла в состав ЗСФСР (30 декабря 1922 года)                                        |                                                    |      | |                |                                           |                            |
| Азербайджанская ССР получила статус отдельной союзной республики, ликвидация ЗСФСР (5 декабря 1936 г.) |                                                    |      | |                |                                           |                            |

## Современная Азербайджанская Республика
| Азербайджанская сторона | Другая сторона                                                                                       | Фото | Событие | Месяц/день/год | Современный регион                                                               | Территориальная зона (km2) |
| --- | --- | ---- | --- | -------------- | -------------------------------------------------------------------------------- | -------------------------- |
| - Первая Карабахская война (20 февраля 1988 г. – 12 мая 1994 г.) - Оккупация Арменией Нагорно-Карабахской автономной области бывшей Азербайджанской ССР и 7 прилегающих к ней районов | |      | |                |                                                                                  |                            |
| Азербайджан | Армения · Не признанное государство Наго́рно-Караба́хская Респу́блика                                   |      | - Территориальные претензии карабахских сепаратистских армян на Шаумяновский районы Азербайджанской ССР - Решением Верховного Совета Азербайджанской Республики район был упразднен и объединен с Геранбойским районом. | 02/07/1991     | Карабахский экономический район                                                  | 630                        |
| Азербайджан | Нагорно-Карабахская автономная область                                                               |      | Упразднение Нагорно-Карабахской автономной области. - Формализация названий Ханкенди, Агдере и Ходжавенд на азербайджанском языке - Упразднение Гадрутского и Аскеранского районов | 11/26/1991     | Карабахский экономический район                                                  | 4338                       |
| Азербайджан | Лачинская курдская республика Не признанное государство Нагорно-Карабахская Республика               |      | - Падение Лачинской курдской республики | 05/22/1992     | Восточно-Зангезурский экономический район                                        |                            |
| Азербайджан | Армения                                                                                              |      | Операция Башкенд - Башкенд, включая села Мутудере и Гасимагалы Кедабекского района, перешли под контроль Азербайджана | 08/08/1992     | Газах-Товузский экономический район                                              |                            |
| Азербайджан | Самопровозглашенная Талыш-Муганская Автономная Республика 704-я бригада Вооружённых Сил Азербайджана |      | Падение Талыш-Муганской автономной республики - Проазербайджанские протестующие атаковали воинскую часть повстанцев в Лянкяране - Ввод дополнительных азербайджанских войск в регион | 08/24/1993     | Ленкорань-Астаринский экономический район, Ширван-Сальянский экономический район | 7465                       |
| Азербайджан | Садвал                                                                                               |      | - За террористический акт, произошедший в Бакинском метрополитене, признание организации террористической и арест нескольких ее членов - Запрет деятельности на территории Азербайджана |                | Губа-Хачмазский экономический район                                              |                            |
| Азербайджан | Армения · Нагорно-Карабахская Республика (не признанное государство)                                 |      | Горадизская операция - Село Горадиз (позднее получившее статус города) переходит под контроль Азербайджана | 01/06/1994     | Карабахский экономический район                                                  |                            |
| Азербайджан | Казахстан · Россия                                                                                   |      | - Трехстороннее соглашение о «разделе дна Каспийского моря на национальные сектора по срединной линии, общем использовании водной поверхности» - По срединной линии 18,7% дна Каспийского моря переходит под контролем России, 19,5% — Азербайджану и 29,6% — Казахстану. | 05/14/2003     | Азербайджанский сектор Каспийского моря                                          |                            |
| Азербайджан | Россия                                                                                               |      | Деревни Урьян-Уба и Палыдлы - Окончание срока аренды сел Дагестаном (1954–2004) - Определение азербайджано-российской границы - Часть населения Урьян-Убы принимает гражданство Азербайджана. - Переселение оставшегося населения из сел по решению правительства Дагестана (26 декабря 2012 г.) | 09/03/2010     | Губа-Хачмазский экономический район                                              |                            |
| Азербайджан | Россия                                                                                               |      | Уход Российской армии из Габалинской радиолокационной станции - Приостановка деятельности ГРС из-за отсутствия соглашения - Уход Российской армии из этого региона | 12/09/2012     | Шеки-Загатальский экономический район                                            |                            |
| Азербайджан | Армения · Нагорно-Карабахская Республика                                                             |      | Апрельская война - Освобождение Азербайджаном 8–20 км2 территории Нагорного Карабаха | 0/05/2016      | Карабахский экономический район                                                  |                            |
| Азербайджан | Армения                                                                                              |      | Операция Гуннут - Захват Азербайджаном новых позиций в Нахичеване | 05/27/2018     | Нахичеванский экономический район                                                |                            |
| Азербайджан | Иран Казахстан Россия · Туркменистан                                                                 |      | Конвенция о правовом статусе Каспийского моря | 08/12/2018     | Азербайджанский сектор Каспийского моря                                          |                            |
| Вторая карабахская война (27 сентября 2020 г. – 10 ноября 2020 г.) - Захват Азербайджаном 5 городов, 4 поселков и 286 сел                                                             | |      | |                |                                                                                  |                            |
| Азербайджан | Армения · Нагорно-Карабахская Республика                                                             |      | Бои за Мадагиз - Освобождение сел Мадагиз и Талыш - Название Мадагиз изменено на Суговушан - Захват Суговушанского водохранилища нанес удар по энергетическому потенциалу другой стороны и обеспечил экологический баланс за счет обеспечения водой Тертерского, Геранбойского и Евлахского районов. | 10/03/2020     | Карабахский экономический район                                                  |                            |
| Азербайджан | Армения · Нагорно-Карабахская Республика                                                             |      | Освобождение Джабраильского района | 10/04/2020     | Восточно-Зангезурский экономический район                                        |                            |
| Азербайджан | Армения · Нагорно-Карабахская Республика                                                             |      | Битва за Гадрут | 10/15/2020     | Карабахский экономический район                                                  |                            |
| Азербайджан | Армения · Нагорно-Карабахская Республика                                                             |      | Битва за Физули | 10/17/2020     | Карабахский экономический район                                                  |                            |
| Азербайджан | Армения · Нагорно-Карабахская Республика                                                             |      | Битва за Зангилан | 10/20/2020     | Восточно-Зангезурский экономический район                                        |                            |
| Азербайджан | Армения · Нагорно-Карабахская Республика                                                             |      | После освобождением Агбенда Азербайджано-иранская граница перешла под полный контроль Азербайджана. | 10/22/2020     | Восточно-Зангезурский экономический район                                        |                            |
| Азербайджан | Армения · Нагорно-Карабахская Республика                                                             |      | Битва за Губадлы | 10/25/2020     | Восточно-Зангезурский экономический район                                        |                            |
| Азербайджан | Армения · Нагорно-Карабахская Республика                                                             |      | Битва за Шушу - Закрытие дороги Ханкенди-Горус | 11/08/2020     | Карабахский экономический район                                                  |                            |
| Азербайджан | Армения                                                                                              |      | Заявление о прекращении огня в Нагорном Карабахе в 2020 г - Сохранение контроля Азербайджана над территориями, захваченными им в ходе войны (речь идет как о части Нагорного Карабаха, так и о территориях прилегающих районов) - Возврат Азербайджану оставшейся части оккупированных азербайджанских территорий вокруг Нагорного Карабаха - Решение о передаче территории Лачинского коридора Азербайджану после определения нового маршрута - Разблокирование всех экономических и транспортных связей в регионе | 11/10/2020     | Карабахский экономический район и Восточно-Зангезурский экономический район      |                            |
| Азербайджан | Армения · Нагорно-Карабахская Республика                                                             |      | Возвращение Агдамского района Азербайджану | 11/20/2020     | Карабахский экономический район                                                  |                            |
| Азербайджан | Армения · Нагорно-Карабахская Республика                                                             |      | Возвращение Кельбаджарского района Азербайджану - Армянское население покинуло регион | 11/25/2020     | Восточно-Зангезурский экономический район                                        |                            |